# Doctor Juan Eulogio Estigarribia
Doctor Juan Eulogio Estigarribia – miasto położone na południu Paragwaju, w departamencie Caaguazú.